# Bernard II de Saxe-Lauenbourg

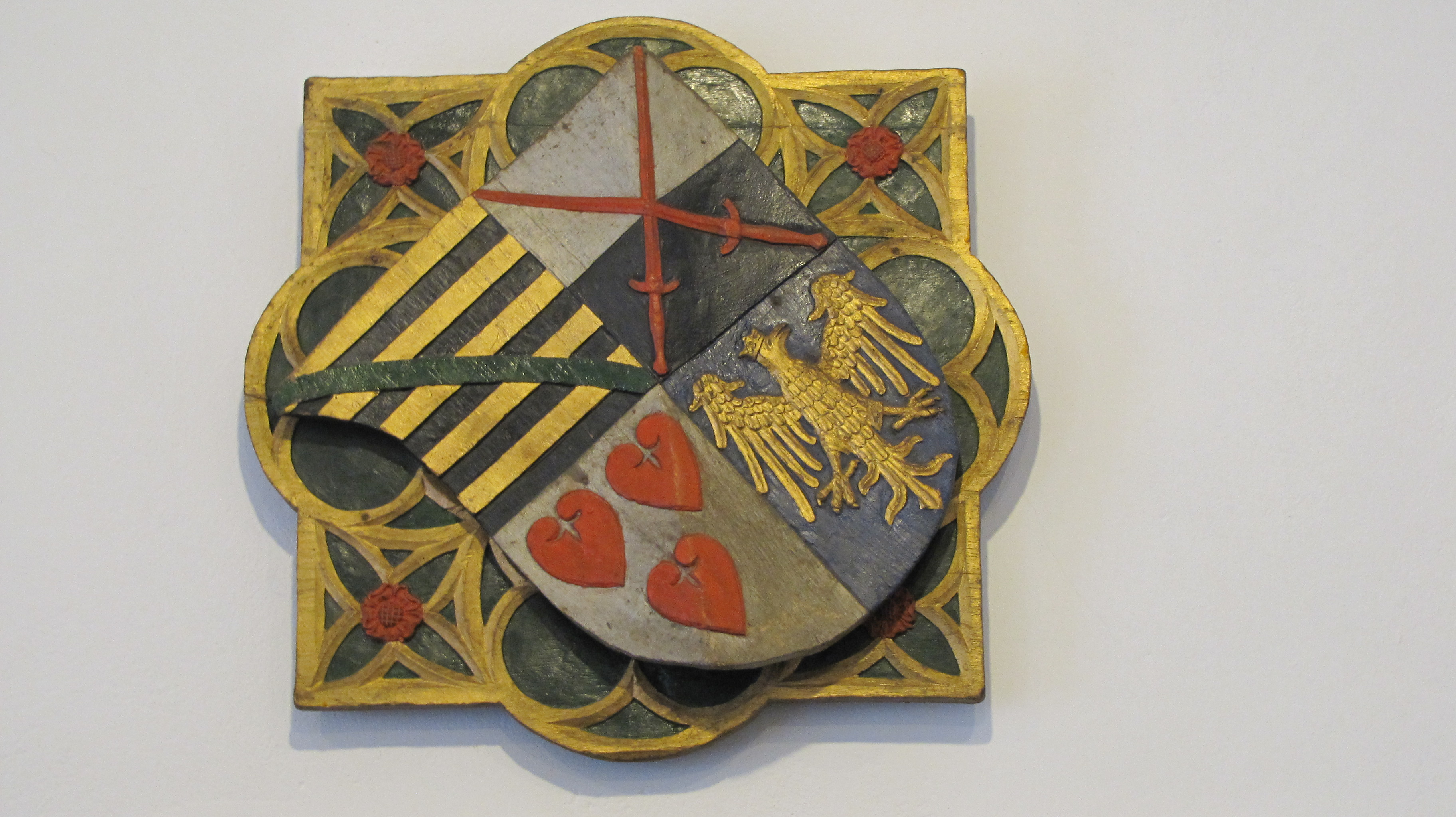
Les armoiries de Bernard II.

Bernard II est un prince de la maison d'Ascanie mort le 14 juillet 1463. Il règne sur le duché de Saxe-Lauenbourg de 1426 à sa mort.

## Biographie
Bernard II est le fils du duc Éric IV de Saxe-Lauenbourg et de son épouse Sophie de Brunswick-Lunebourg. Il commence à régner en 1426 aux côtés de son frère aîné Éric V, puis seul après sa mort, en 1436.

## Mariage et descendance
Le 2 février 1429, Bernard II épouse la princesse Adélaïde (pl) (morte en 1445), fille du duc Bogusław VIII de Poméranie et de Sophie de Holstein. Ils ont deux enfants :
- Jean V (1439-1507), duc de Saxe-Lauenbourg ;
- Sophie (morte en 1473), épouse le duc Gérard de Juliers-Berg.